# Buzet-sur-Baïse
Buzet-sur-Baïse is een gemeente in het Franse departement Lot-et-Garonne (regio Nouvelle-Aquitaine). De plaats maakt deel uit van het arrondissement Nérac. Buzet-sur-Baïse telde op 1 januari 2022 1.246 inwoners.

## Geografie
De oppervlakte van Buzet-sur-Baïse bedroeg op 1 januari 2022 21,15 vierkante kilometer; de bevolkingsdichtheid was toen 58,9 inwoners per km².

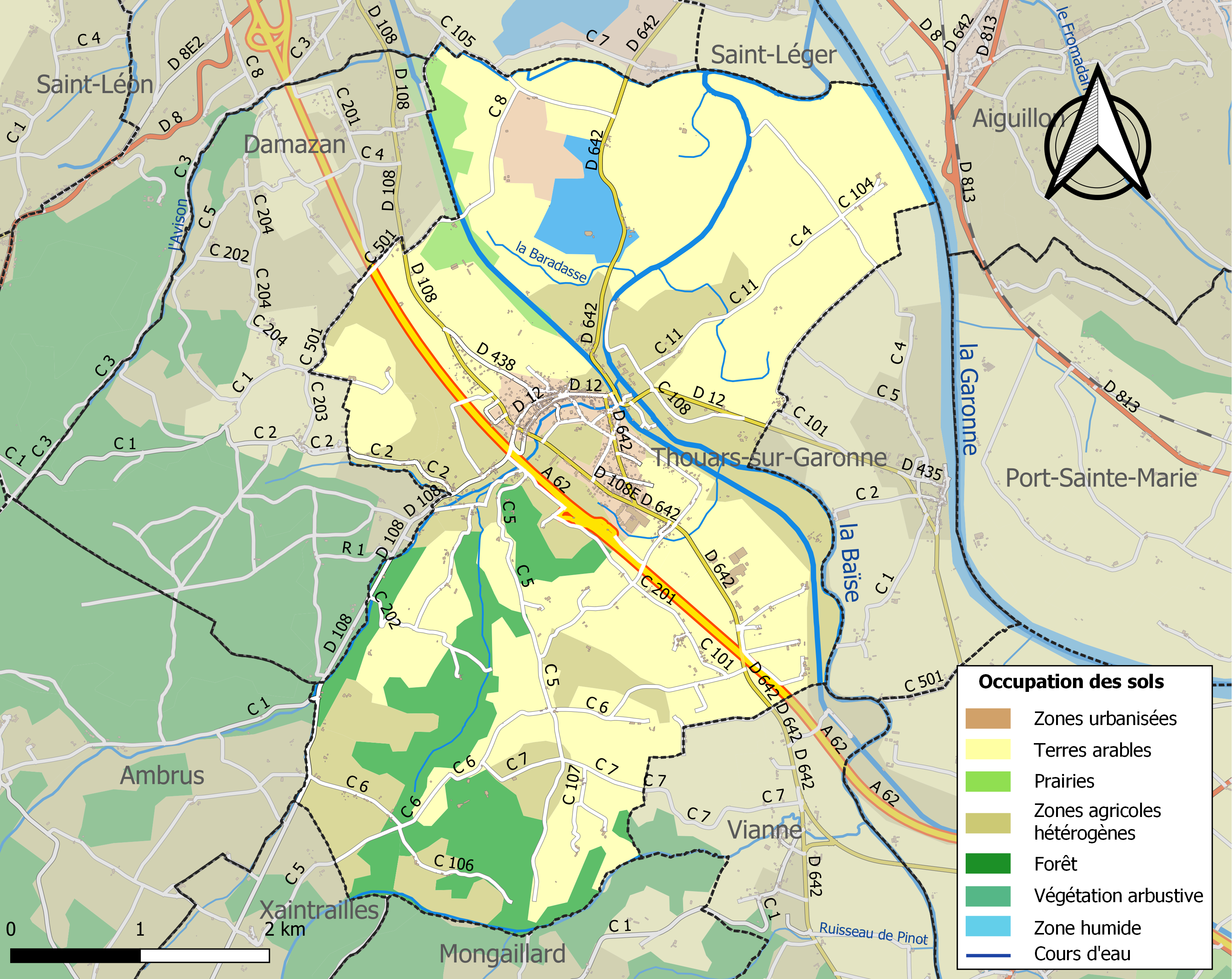
Kaart van de gemeente met de belangrijkste infrastructuur, bodemgebruik en omliggende gemeenten

## Demografie
Onderstaande figuur toont het verloop van het inwonertal (bron: INSEE-tellingen).